# Concordantie
Een concordantie is een naslagwerk in boek- of digitale vorm dat zoekmogelijkheden aanbiedt bij belangrijke internationaal bekende (studie)boeken. Concordanties zijn bedoeld om woordfrequentie, (de context van) woordgebruik en specifieke woordkeuze te analyseren.

## Beschrijving
Het woord concordantie komt uit het Latijn: concordantia betekent letterlijk overeenstemming. In de eeuwen voor de tijd van de computer zijn enkel heel belangrijke werken als de Bijbel, de Koran en het oeuvre van William Shakespeare verwerkt. De eerste met de computer vervaardigde concordantie was de Index Thomisticus voor de werken van Thomas van Aquino.
Zo is er een concordantie op de Bijbel op twee verschillende ordeningen of manieren. De eerste uitvoering is een soort alfabetische ordening van bekende stukken tekst of woorden met vermelding van waar die in bepaalde Bijbelboeken qua hoofdstuk en vers (zowel voor het Oude Testament als het Nieuwe Testament) te vinden zijn.
Een andere vorm van een concordantie is een alfabetisch persoons- of plaatsnamenoverzicht met verwijzingen naar waar een naam in de tekst voorkomt. Uiteraard is een voorwaarde om zaken snel en makkelijk terug te kunnen vinden dat zowel van een hoofdstuk- als versindeling gebruik wordt gemaakt, die liefst internationaal ook qua opzet synchroon is. Juist een boek als de Bijbel is in vele talen, kleine en grote druk, al dan niet met kanttekeningen enzovoort, verschenen. Het heeft dan weinig zin naar een paginanummer verwijzen. In het geval van de Bijbel ontstond begin dertiende eeuw de huidige hoofdstukindeling, die aan Stephen Langton, de latere aartsbisschop van Canterbury wordt toegeschreven. Midden dertiende eeuw vervaardigden Dominicanen te Parijs onder leiding van Hugo van Saint Cher verschillende deelconcordanties die uiteindelijk resulteerden in de eerste min of meer volledige Bijbelconcordantie.
Voor boekdrukkers en uitgeverijen is sinds de digitale revolutie voor papieren versies van Bijbelconcordanties weinig emplooi meer, omdat ook de dominee en pastoor meer en meer van een computer gebruikmaken. Het is via hyperlinks in hypertekst mogelijk om vanuit een index naar de verwijzing in de tekst te springen. De (hulp)lijst waarmee in een document de verwijzingen worden gegenereerd, heet zelf ook een concordantiebestand.
Er bestaan tegenwoordige allerlei soorten concordanties. Traditioneel zoekt men op woorden of zinsneden uit de taal van de betreffende Bijbelvertaling. Maar er bestaan ook concordanties waarbij de lijst van woorden of uitdrukkingen (eventueel weergegeven in vertaling) gebaseerd is op de brontalen Hebreeuws of Grieks (zoals in de Concordantie van Strong). Een retrograde index ordent woorden op het woordeinde. Bekend zijn verder de vormen waarbij men het voorkomen en gebruik van woorden zowel binnen een bepaalde context (keyword in context, KWIC) of juist los ervan kan bestuderen (keyword out of context, KWOC).

## Concordantie als begrip in de middeleeuwse scholastiek
De term concordantie maakte opgang in de middeleeuwse scholastiek. Vanaf de 12e eeuw werd met de concordantia catholica ("Universele Overeenstemming") een systematische doordenking van theologische en filosofische vraagstukken aangeduid. Het omvat stadia van wetenschappelijke reflectie: het formuleren van vragen, gevolgd door het valideren van de opvattingen van autoriteiten daarover, het inventariseren van schijnbare of werkelijke problemen en het uiteindelijk formuleren van een synthese. Als gevolg van deze werkwijze kunnen nieuwe inzichten in de overgeleverde inzichten worden geïntegreerd. Niet voor niets heet de grote kerkrechtelijke collectie die Gratianus rond 1140 samenstelde Concordantia discordantium canonum, "harmonisering van onharmonische canones". In 1433 schreef de veelzijdige Duitse theoloog en filosoof Nicolaus Cusanus zijn werk Concordantia catholica voor het Concilie van Bazel.

## Concordantie (Staatsrecht van het Koninkrijk der Nederlanden)
Het concordantiebeginsel is een instructienorm aan de regeringen van de landen die deel uitmaken van het Koninkrijk der Nederlanden. De landen dienen volgens art. 39 Statuut in het ‘burgerlijk en handelsrecht, de burgerlijke rechtsvordering, het strafrecht, de strafvordering, het auteursrecht, de industriële eigendom, het notarisambt, zomede bepalingen omtrent maten en gewichten’ de wetgeving ‘zo veel mogelijk’ op overeenkomstige wijze te regelen. Afwijkingen zijn mogelijk, mede op grond van andere maatschappelijke omstandigheden.  Hiertoe hebben de regeringen de plicht bij ‘ingrijpende wijziging’ van de wetgeving de andere landen binnen het Koninkrijk hiervan op de hoogte te stellen en de mogelijkheid te geven op de wijzigingen te reageren (art. 39 lid 2 Statuut). Deze lichte procedurele voorziening wordt overigens maar in beperkte mate nagevolgd.